# خفة العقل
خفة العقل: ما يكشفه علم الأعصاب في السحر عن خدعنا اليومية، إنه كتاب علمي مشهور لعام 2010 ، كتبه عالما الأعصاب ستيفن ماكونيك وسوزانا مارتينيز كوندي، إلى جانب الكاتبة العلمية ساندرا بلاكسلي. من خلال العمل جنبًا إلى جنب مع بعض أعظم السحرة في العالم، درس ماكنيك ومارتينيس كوندي كيف تخدع تقنيات الاستحضار الدماغ. تأخذ خفة العقل في الاعتبار التأثيرات الهامة للسحر والتوجيه الخاطئ للحالات السريرية مثل التوحد والمواقف اليومية، بما في ذلك الاختيار والثقة في العلاقات الشخصية والتجارية.
خفة العقل هي نتيجة استكشاف ماكنيك ومارتينيز كوندي للسحر حول العالم على مدار العام وكيفية تطبيق مبادئه على السلوك البشري. يقدم نيوروماجيك حقلاً جديدًا من المساعي العلمية، وهو نظام يهدف إلى الكشف عن التفاعل بين علم الدماغ وفن السحر. يقترح ماكنيك ومارتينيس كوندي أن فهم كيفية إدراك العقل للسحر والوهم سيوفر فهماً أكبر للإدراك والمعرفة بشكل عام.

## ملخص
يقول ماكنيك ومارتينيز كوندي إن الحيل السحرية تخدعنا لأن البشر لديهم عمليات معقدة من الانتباه والوعي يمكن اختراقها. يستخدم السحرة الجيدون قيودنا العقلية والعصبية الفطرية ضدنا من خلال حثنا على إدراك ما نميل إليه ونشعر به. العمل مع السحرة المشهورين مثل أبولو روبينز، وتايلر، وماك كينج، وجيمس راندي، وماكنيك، ومارتينيس كوندي، للبحث في الطرق العناصر الإدراكية والمعرفية للسحرحيث ترتبط بأكثر من مجرد حيل بسيطة. كشف المؤلفون عن الأسس العصبية للطرق السحرية التي تشرح كيف تدرك أدمغتنا السحر.
من خلال اكتشافهم، اكتشف ماكنيك مارتينيز كوندي كيف تعمل أدمغتنا في المواقف اليومية. يصفون كيف إذا اشتريت يومًا عنصرًا باهظًا أقسمت أنك لن تشتريه أبدًا، فإن البائع كان يخلق وهم الاختيار، وهو وسيلة أساسية للسحر. كما تربط استخدام السحر بـ لبيرني مادوف «وهم الثقة». من خلال هذه الأمثلة، يلقي كلا من ماكنيك ومارتينيز كوندي الضوء على أسباب دراسة السحر وتأثيراته على البحث، تجديد فهم العمليات الإدراكية والمعرفية.

## الجوائز
المعيار المسائي أفضل كتاب في قائمة العام 
جائزة بريزما 

## استقبال نقدي
تمت مراجعة الكتاب من قبل مؤلفي كتب أخرى ذات صلة بالعلوم، بما في ذلك نيل دي جراس تايسون ودانا ارلي و ابريمس . وقد تمت مراجعته أيضًا في نيويورك تايمز   وصحيفة وول ستريت جورنال . 
حصل الكتاب على تصنيف 4.3 نجوم على موقع أمازون، وبارنز أند نوبلز، وتقييم 3.9 نجوم على جودريدز.

## روابط خارجية
- "How Visual Illusions Work". وول ستريت جورنال. 20 نوفمبر 2010. مؤرشف من الأصل في 2020-10-08. اطلع عليه بتاريخ 2019-08-12.
- "It's a Kind of Magic!". Birmingham Skeptics. 25 يونيو 2011. مؤرشف من الأصل في 2020-10-08. اطلع عليه بتاريخ 2019-08-12.
- "Sleights Of Mind In Healthcare: Do You Believe In Magic". Women 2.0. 7 ديسمبر 2011. مؤرشف من الأصل في 2020-10-08. اطلع عليه بتاريخ 2019-08-12.
- "Sleights of mind". Curious Book Fans. 6 فبراير 2011. مؤرشف من الأصل في 2019-08-12. اطلع عليه بتاريخ 2019-08-12.
- "Review: Sleights of Mind: What the Neuroscience of Magic Reveals About Our Everyday Deceptions". مؤسسة دانا. 31 يناير 2011. مؤرشف من الأصل في 2020-10-08. اطلع عليه بتاريخ 2019-08-12.